# 拜恩維爾 (索洛圖恩州)

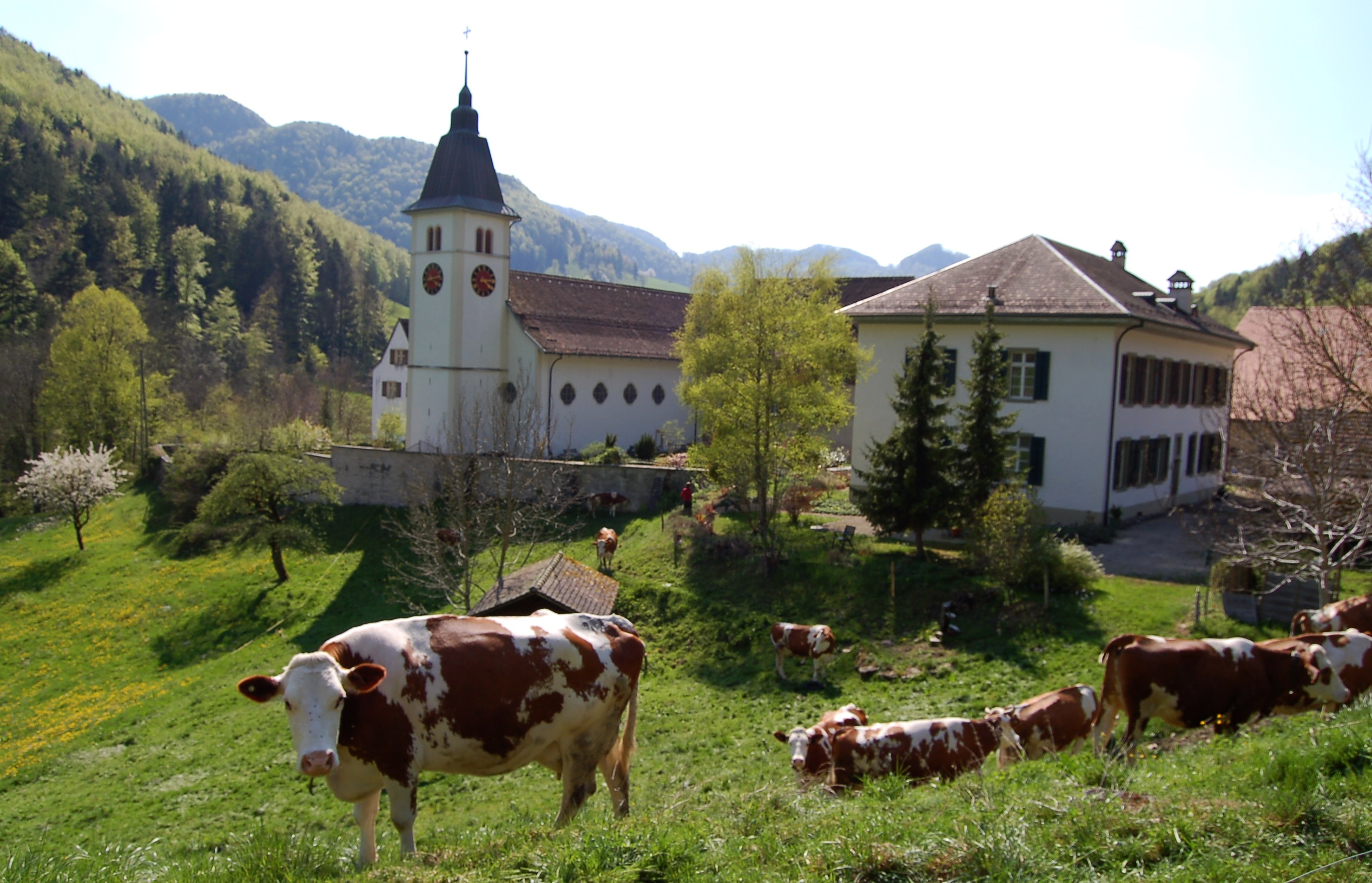

拜恩維爾是瑞士的城鎮，位於該國北部，由索洛圖恩州負責管轄，面積22.66平方公里，海拔高度582米，2012年人口285，七成人口信奉羅馬天主教，人口密度每平方公里13人。

## 外部連結
- Kloster Beinwil website （德文）